# Младеновац (село)
Младеновац, познато и као Село Младеновац, је сеоско насеље у градској општини Младеновац у граду Београду. Према попису из 2022. било је 1.601 становника (према попису из 1991. било је 1.901 становника).

## Историја
Село Младеновац налази се у непосредној близини града Младеновца. Село Младеновац је старије насеље. На месту „Црквинама“ постојала је некада црква, са чијих су рушевина Неменикућани употребили камен за зидање своје цркве.
Село Младеновац се помиње првих десетина 18. века. За време аустријске владавине (1718–1739) помиње се Младеновац као насељено место, и у њему кнез Петроније. Село је тада имало 26 куће.
О оснивању овога села постоји исто предање као и за Влашку. По томе предању, „на 200 година после Косовског боја пошли су са Косова три брата. Влајко, Младен и Рајко. Влајко се задржао у Влашкој, Младен у Младеновцу, (који је основао, и по њему је добило име) а Рајко је основао Рајковац. Од Младена нема потомака. Предање даље вели, да је село било у Пањевцу, одакле се ширило и развијало. За време Турака склањали се у „Збеговиште“. У арачким списковима, из почетка 19. века, помиње се село Младеновац, које је припадало Вићентијевиој кнежини, и имало је 1818. год. — 29, а 1822. год. — 32 куће. По попису из 1921. године Младеновац је имао 224 куће са 1.321 становником (подаци крајем 1921. године).

## Демографија
У селу Младеновац живи 1.247 пунолетних становника, а просечна старост становништва износи 39,3 година (38,8 код мушкараца и 39,8 код жена). У насељу има 473 домаћинства, а просечан број чланова по домаћинству је 3,25.
Ово село је великим делом насељено Србима (према попису из 2002. године).
|  |

| Демографија | Демографија | Демографија |
| Година      | Становника  | Становника  |
| ----------- | ----------- | ----------- |
| 1948.       | 1.033       |             |
| 1953.       | 1.042       |             |
| 1961.       | 1.221       |             |
| 1971.       | 1.306       |             |
| 1981.       | 1.613       |             |
| 1991.       | 1.901       | 1.833       |
| 2002.       | 1.539       | 1.712       |

| Етнички састав према попису из 2002.‍ | Етнички састав према попису из 2002.‍ | Етнички састав према попису из 2002.‍ | Етнички састав према попису из 2002.‍ | Етнички састав према попису из 2002.‍ |
| ------------------------------------ | ------------------------------------ | ------------------------------------ | ------------------------------------ | ------------------------------------ |
|                                      |                                      |                                      |                                      |                                      |
| Срби                                 | Срби                                 |                                      | 1.493                                | 97,01%                               |
| Роми                                 | Роми                                 |                                      | 22                                   | 1,42%                                |
| Македонци                            | Македонци                            |                                      | 4                                    | 0,25%                                |
| Хрвати                               | Хрвати                               |                                      | 2                                    | 0,12%                                |
| Југословени                          | Југословени                          |                                      | 1                                    | 0,06%                                |
| непознато                            | непознато                            |                                      | 7                                    | 0,45%                                |

| Година пописа     | 1948. | 1953. | 1961. | 1971. | 1981. | 1991. | 2002. |
| ----------------- | ----- | ----- | ----- | ----- | ----- | ----- | ----- |
| Број домаћинстава | 199   | 218   | 310   | 359   | 463   | 524   | 473   |

| Број чланова      | 1  | 2   | 3  | 4   | 5  | 6  | 7 | 8 | 9 | 10 и више | Просек |
| ----------------- | -- | --- | -- | --- | -- | -- | - | - | - | --------- | ------ |
| Број домаћинстава | 76 | 106 | 75 | 119 | 51 | 36 | 6 | 1 | 2 | 1         | 3,25   |

| Пол    | Укупно | Неожењен/Неудата | Ожењен/Удата | Удовац/Удовица | Разведен/Разведена | Непознато |
| ------ | ------ | ---------------- | ------------ | -------------- | ------------------ | --------- |
| Мушки  | 654    | 191              | 409          | 30             | 20                 | 4         |
| Женски | 654    | 135              | 410          | 87             | 21                 | 1         |
| УКУПНО | 1.308  | 326              | 819          | 117            | 41                 | 5         |

| Пол    | Укупно                    | Пољопривреда, лов и шумарство | Рибарство                            | Вађење руде и камена | Прерађивачка индустрија       |
| ------ | ------------------------- | ----------------------------- | ------------------------------------ | -------------------- | ----------------------------- |
| Мушки  | 319                       | 16                            | 0                                    | 0                    | 147                           |
| Женски | 204                       | 8                             | 0                                    | 0                    | 68                            |
| УКУПНО | 523                       | 24                            | 0                                    | 0                    | 215                           |
| Пол    | Производња и снабдевање   | Грађевинарство                | Трговина                             | Хотели и ресторани   | Саобраћај, складиштење и везе |
| Мушки  | 16                        | 11                            | 31                                   | 4                    | 39                            |
| Женски | 3                         | 0                             | 25                                   | 11                   | 8                             |
| УКУПНО | 19                        | 11                            | 56                                   | 15                   | 47                            |
| Пол    | Финансијско посредовање   | Некретнине                    | Државна управа и одбрана             | Образовање           | Здравствени и социјални рад   |
| Мушки  | 1                         | 9                             | 14                                   | 7                    | 13                            |
| Женски | 1                         | 9                             | 7                                    | 12                   | 47                            |
| УКУПНО | 2                         | 18                            | 21                                   | 19                   | 60                            |
| Пол    | Остале услужне активности | Приватна домаћинства          | Екстериторијалне организације и тела | Непознато            | Непознато                     |
| Мушки  | 6                         | 0                             | 0                                    | 5                    | 5                             |
| Женски | 4                         | 0                             | 0                                    | 1                    | 1                             |
| УКУПНО | 10                        | 0                             | 0                                    | 6                    | 6                             |

## Коришћена Литература
- Извор Монографија Подунавске области 1812-1927 објавјено (1927 г.)„Напредак Панчево,,
- „Летопис“: Подунавска места и обичаји Марина (Беч 1999 г.). Летопис период 1812 — 2009 г. Саставио од Писаних трагова, Летописа, по предању места у Јужној Србији, места и обичаји настанак села ко су били Досељеници чиме се бавили мештани
- Напомена

У уводном делу аутор је дао кратак историјски преглед овог подручја од праисторијских времена до стварање државе Краљевине Срба, Хрвата и Словенаца. Највећи прилог у овом делу чине ,»Летописи« и трудио се да не пропусти ниједну важну чињеницу у прошлости описиваних места.